# パナマソウ

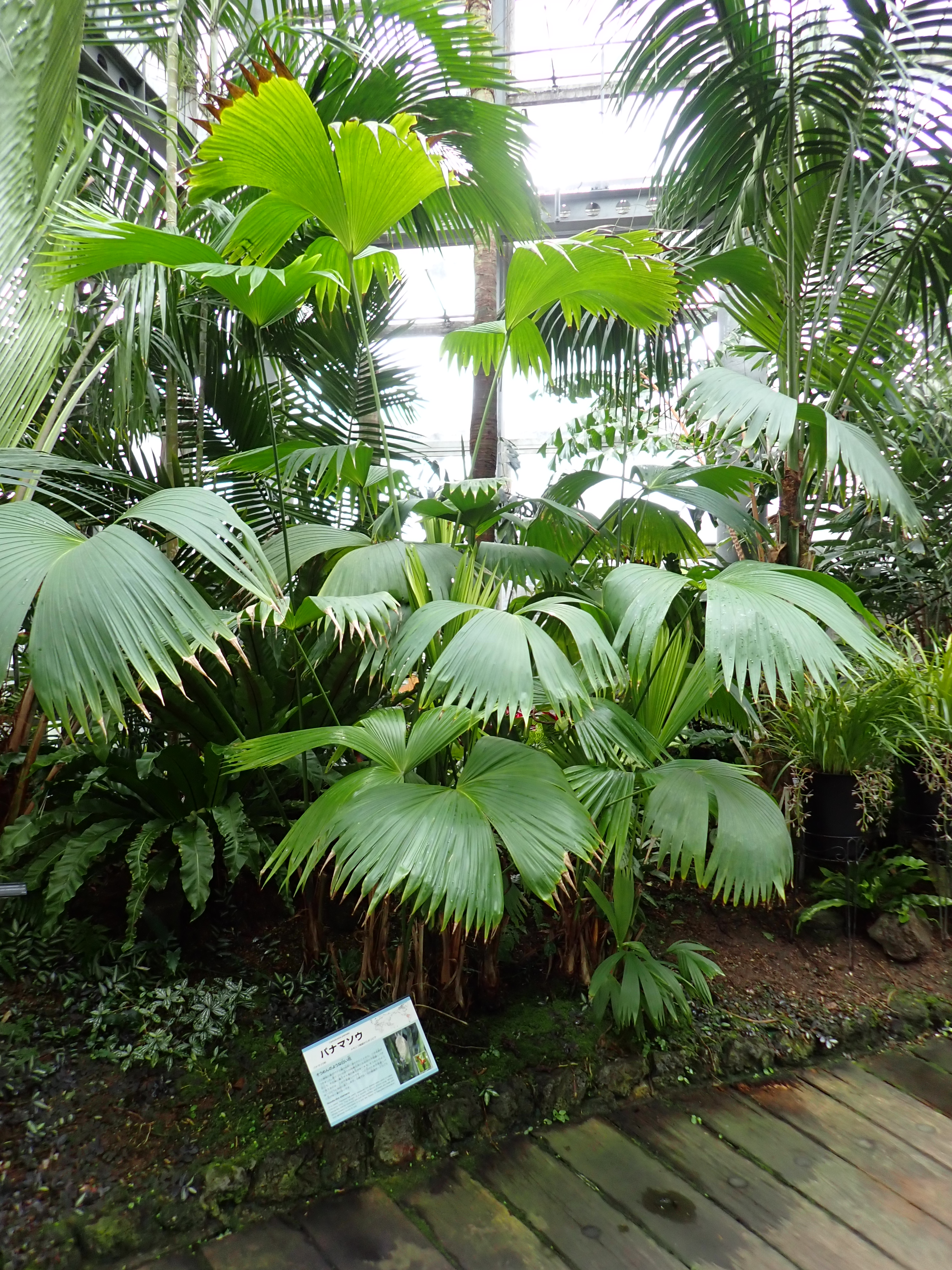
パナマソウ（2024年11月 大阪市 咲くやこの花館）

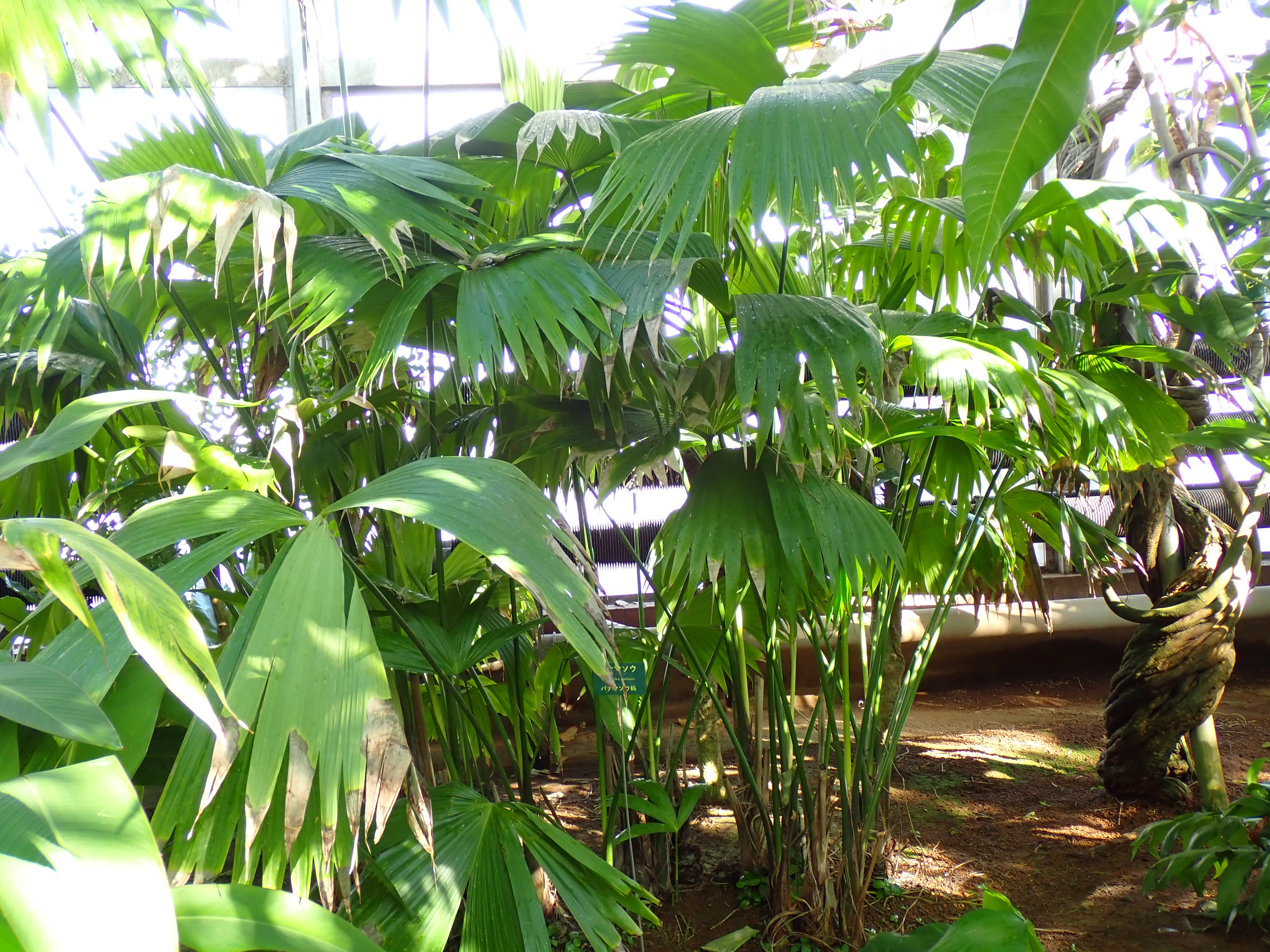
パナマソウ（2024年11月 東京都 夢の島熱帯植物館）

パナマソウ（学名：Carludovica palmata）はパナマソウ科パナマソウ属の大型の多年生草本。属名Carludovicaはスペインのカルロス4世とルイサ王妃を記念して命名され、種小名palmataは掌状の葉形に由来する。

## 特徴
高さ3 mほど。葉の見かけはヤシに似るが、パナマソウ科はヤシ目ではなくタコノキ目に分類される。地上茎はほとんどなく、長さ1–2 mの葉柄が地面から出て、その先に長さ1 mほどで濃緑色の葉身をつける。葉身は2–4つの扇型に大きく裂け、各裂片はさらに裂けて掌状になり、先端は垂れ下がる。花期は夏とされるが、花は1日で散る。肉穂花序に多数の雌花と、各雌花を取り囲むように4つずつの雄花をつける。不稔の雄しべは白く長い紐状で、開花後に長く垂れ下がり、１日経つと地面に落下する。秋に熟すると個々の果実が分かれて鮮赤色の内側を見せる。
開花時の雄しべの様子が素麺に似るとして、これに因む期間限定商品が植物園のレストランで販売された事例がある。

## 分布と生育環境
中米メキシコ南東部～南米北部のペルー、ボリビア、ブラジル北部原産。西インド諸島に移入。半日陰で多湿環境を好み、原産地では水辺によく生育する。

## 利用
重要な繊維源植物。未展開の若い葉身を細裂し、煮沸、漂白、乾燥し、パナマ帽の材料とする。繊維が柔らかく丈夫であるため、帽子以外にもバッグや手芸品、シーツ、カーペットなど様々な製品へ加工される。
熱帯では地植え可能だが、越冬には最低気温13–15℃以上を要するため、温帯では温室内で栽培する。繁殖は実生による。2–3年で鑑賞可能なサイズまで生長する。